# Гідра зелена
Гідра зелена (Hydra viridissima) — вид прісноводних гідроїдних поліпів роду Гідра.
Характерний зелений колір їм надають клітини одноклітинної водорості хлорели в клітинах гастродермісу (гастродерміс — це внутрішній шар клітин, який є мембраною гастроваскулярної порожнини Кнідарій; цей термін також використовується для аналогічного внутрішнього епітеліального шару Реброплавів). Через це гідра зелена, як правило, менш хижа ніж апосимбіотичні види гідр.
Поширена в північному помірному поясі. Це звичайний організм для стоячих вод, де його можна знайти з ранньої весни до пізньої осені. Найчастіше зустрічається прикріпленою до стебел водних рослин і на нижній стороні листків, наприклад ряски. Якщо гідру подразнити, вона стягується в невелику зелену краплину, яку легко випустити з уваги. Якщо обережно зібрану зі ставка воду залишити стояти в банці, то часто H. viridissima показується через декілька хвилин. В неволі гідра зелена має тенденцію рухатися до світла. 

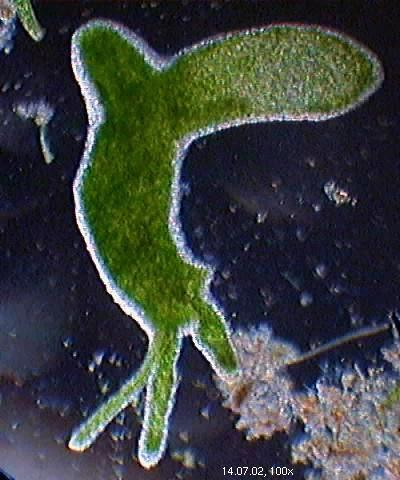
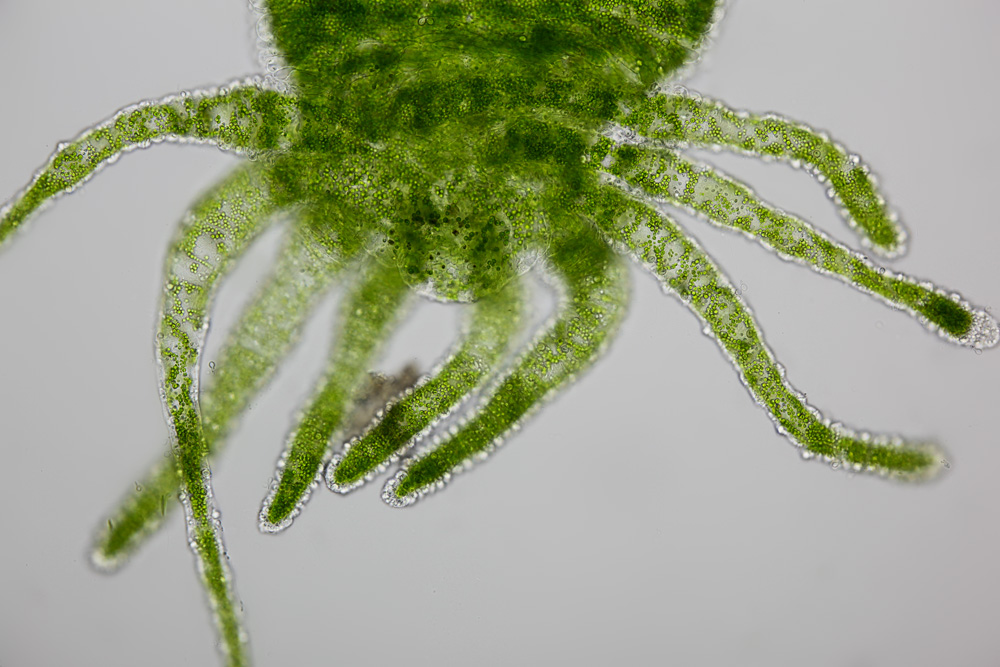